# Craterul Bigach
Craterul Bigach este un crater de impact meteoritic în Kazahstan.

## Date generale
Acesta are 8 km în diametru și are vârsta estimată la 5 ± 3 milioane ani (Pliocen sau Miocen). Craterul este expus la suprafață.